# Chanda nama
Chanda nama е вид бодлоперка от семейство Ambassidae. Видът не е застрашен от изчезване.

## Разпространение
Разпространен е в Бангладеш, Индия, Непал и Пакистан.

## Описание
На дължина достигат до 11 cm.
Популацията на вида е намаляваща.